# キャラメルパッキング
キャラメルパッキングは、KADOYAN（かどやん）とTAR∞→（タロオ）の2人から成る日本のPOPN'ROLLユニット。
2008年より活動開始。所属事務所は株式会社S.P.M。

## 概略
2008年結成。天王寺のストリートライブから活動をスタートした。
2010年12月に韓国のコンテストイベント「韓国ライブデビューコンテスト」で優勝し、韓国でメジャーデビューを果たす。
J-POPとロックを融合させた「POPN' ROLL」という新たなジャンルを掲げ、関西を中心に各地のライブハウス、ショッピングセンターなどでライブ活動をしている。
2014年5月、KADOYANの出身地である奈良県の奈良テレビ放送の情報番組『ゆうドキッ!』にてキャラメルパッキングの冠コーナー「キャラメルパッキングのうぉ〜きんぐ」がスタート。以降同局の番組にリポーターとして定期的に出演している。

## メンバー
|          | 人名                 | パート          | 生年月日      |
| -------- | -------------------- | --------------- | ------------- |
| リーダー | KADOYAN （かどやん） | ボーカル ギター | 1984年8月3日  |
|          | TAR∞→ （タロオ）     | ボーカル ギター | 1985年2月28日 |

## 略歴
2009年（平成21年）
- 8月 - 初のアルバム「ONE STEP NON STOP」を心斎橋クラブクアトロでのワンマンライブにてリリース。

2010年（平成22年）
- 12月 - プラスワンインターナショナル・REAL BB主催、「韓国ライブデビューコンテスト」にて優勝。

2011年（平成23年）
- 2月 - 韓国ライブツアーを成功させる。
- 9月 - 日本大使館主催イベントをソウルで行い、韓国大手配信サイト「BUGS」にて配信スタート。

2012年（平成24年）
- 12月24日 - BIG CATワンマンライブ開催。

2013年（平成25年）
- 3月 - 初のベストアルバム「キャラメルベスト」発売。
- 12月 - 「奈良マラソン2013　激走！1万人の大和路」の番組応援ソング「ボクラビート」楽曲提供。
- 12月24日 - BIG CATで行われた「釈迦力ワンマンLIVE」の模様を収めたDVDをリリース。

2014年（平成26年）
- 演劇作品 辻本茂雄 演出・出演の舞台「茂造の決意」のテーマ曲「心の音」楽曲提供。
- 奈良テレビ放送「ゆうドキッ!」のテーマ曲「SUNSET GROOVE」楽曲提供。
- 11月 - 6枚目のアルバム「無我夢中ing」リリース。
- 12月 - 「奈良マラソン2014　激走！1万人の大和路」の番組応援ソング「feel」楽曲提供。

2015年（平成27年）
- 演劇作品 辻本茂雄演出・出演の舞台「茂造の美しき謎」のテーマ曲「前を見て」楽曲提供。
- 奈良テレビ放送「ゆうドキッ！」のテーマ曲「sunset letter」楽曲提供。
- 9月 - 梅田クラブクアトロにてワンマンライブ開催。
- 9月 - 7枚目のアルバム「NATULI風～nature・life・wind～」発売。
- 12月 - 「奈良マラソン2015 激走！12,000人の大和路」の番組応援ソング「OVER JEANS」楽曲提供。

2016年（平成28年）
- 演劇作品 辻本茂雄演出・出演の舞台「茂造の青春時代」のテーマ曲「夢」楽曲提供。
- 奈良テレビ放送「ゆうドキッ！」のテーマ曲「DAY」楽曲提供。
- 6月5日 - 2枚目のベストアルバム「キャラメルベスト2」発売。
- 12月 - 「奈良マラソン2016 激走！12,000人の大和路」の番組応援ソング「identity」楽曲提供。
- 12月22日 - 梅田クラブクアトロにてワンマンライブ開催。
- 12月22日 - 8枚目のアルバム「ハロー人類」リリース。

2017年（平成29年）
- 演劇作品 辻本茂雄演出・出演の舞台「茂造の絆」のテーマ曲「絆」楽曲提供。
- 12月 - 「奈良マラソン2017 激走！12,000人の大和路」の番組応援ソング「オリジナルストーリー」楽曲提供。

2018年（平成30年）
- 3月25日 - 9枚目のアルバム「覚醒Garden」発売。
- 演劇作品 辻本茂雄演出・出演の舞台「ひみつの茂造」のテーマ曲「ひみつ」楽曲提供。
- 12月 - 「奈良マラソン2018 激走！12,000人の大和路」の番組応援ソング「アラーム」楽曲提供。

2019年（平成31年）
- 2月15日 - 10枚目のアルバム「脳天RELAXATION」発売。
- 演劇作品 辻本茂雄演出・出演の舞台「茂造の覚悟」のテーマ曲「ひみつ」楽曲提供。
- 奈良テレビ放送「ゆうドキッ！」のテーマ曲「モンシロート」楽曲提供。

カドヤンは現在基本的には活動停止中だが、不規則に年一回程度のペースでキャラメルパッキングとしてLiveを行なっている。

## ディスコグラフィ

### アルバム
|       | 発売日         | タイトル                       | 規格 | 規格品番 | 備考 |
| ----- | -------------- | ------------------------------ | ---- | -------- | ---- |
| 01st  | 2009年8月      | ONE STEP NON STOP              | CD   |          |      |
| 02nd  | 2010年11月     | TOW快EVERYDAY                  | CD   |          |      |
| 03rd  | 2011年11月     | CARAMEL THUNDER                | CD   | SPM-0004 |      |
| 04th  | 2012年12月     | POPN' ROLL FOR YOU             | CD   |          |      |
| 05th  | 2013年11月3日  | GOZOU POPN'                    | CD   | SPM-0012 |      |
| 06th  | 2014年11月9日  | 無我夢中ing                    | CD   | SPM-0016 |      |
| 07th  | 2015年9月25日  | NATULI風〜nature・life・wind〜 | CD   | SPM-0019 |      |
| 08th  | 2016年12月22日 | ハロー人類                     | CD   | SPM-0026 |      |
| 09th  | 2018年3月25日  | 覚醒Garden                     | CD   | SPM-0030 |      |
| 010th | 2019年2月15日  | 脳天RELAXATION                 | CD   | SPM-0033 |      |

### ベストアルバム
|      | 発売日       | タイトル          | 規格 | 規格品番 | 備考 |
| ---- | ------------ | ----------------- | ---- | -------- | ---- |
| 01st | 2013年3月    | キャラメルベスト  | CD   |          |      |
| 02nd | 2016年6月5日 | キャラメルベスト2 | CD   | SPM-0023 |      |

### DVD
| 分類         | 発売日         | タイトル               | 規格 | 規格品番  | 備考 |
| ------------ | -------------- | ---------------------- | ---- | --------- | ---- |
| ライブビデオ | 2013年12月24日 | 釈迦力ワンマンLIVE     | DVD  | SPMD-0001 |      |
| ライブビデオ | 2017年3月25日  | POPN' ROLL 大 FESTIVAL | DVD  | SPMD-0003 |      |

## タイアップ

### 主題歌
- 「ボクラビート」 - 『奈良マラソン2013 激走!1万人の大和路』（奈良テレビ放送）テーマソング
- 「SUNSET GROOVE」 - 『ゆうドキッ!』（奈良テレビ放送）テーマソング
- 「心の音」 - 演劇作品『茂造の決意』（辻本茂雄演出・出演）テーマソング
- 「feel」 - 『奈良マラソン2014 激走!1万人の大和路』（奈良テレビ放送）テーマソング
- 「sunset letter」 - 『ゆうドキッ!』（奈良テレビ放送）オープニングテーマ
- 「前を見て」 - 演劇作品『茂造の美しき謎』 （辻本茂雄演出・出演）テーマソング
- 「OVER JEANS」 - 『奈良マラソン2015 激走!12,000人の大和路』（奈良テレビ放送）テーマソング
- 「DAY」 - 『ゆうドキッ!』（奈良テレビ放送）エンディングテーマ
- 「夢」 - 演劇作品『茂造の青春時代』 （辻本茂雄演出・出演）テーマソング
- 「identity」 - 『奈良マラソン2016 激走!12,000人の大和路』（奈良テレビ放送）応援ソング
- 「オリジナルストーリー」 - 『奈良マラソン2017 激走!12,000人の大和路』（奈良テレビ放送）応援ソング
- 「アラーム」 - 『奈良マラソン2018 激走!12,000人の大和路』（奈良テレビ放送）応援ソング

## 出演

### 現在
- ゆうドキッ!（奈良テレビ放送）
  - 番組コーナー「キャラメルパッキングのうぉ〜きんぐ」 - リポーター / 毎月最終木曜日レギュラー

### 過去
- 2015年12月13日 第1部「奈良マラソン2015　激走！12,000人の大和路」：中継リポート
- 2016年12月11日 第1部「奈良マラソン2016　激走！12,000人の大和路」：中継リポート
- 2017年12月10日 第1部「奈良マラソン2017　激走！12,000人の大和路」：中継リポート
- 2018年12月9日 第1部「奈良マラソン2018　激走！12,000人の大和路」：中継リポート